# نیترید بور
نیترید بور (به انگلیسی: Boron nitride) یک ترکیب شیمیایی دیرگداز و از نظر گرمایی و شیمیایی مقاوم است که از بور و نیتروژن تشکیل شده و فرمول شیمیایی آن BN است. شکل ظاهری این ترکیب، بلورهای بی‌رنگ است. این ترکیب در ساختارهای بلوری گوناگونی وجود دارد که دارای الکترون‌های یکسان با یک شبکه کربن با ساختار بلوری مشابه اند. فرم شش وجهی (دستگاه بلوری هگزاگونال) آن که ساختاری مشابه با گرافیت دارد، پایدارترین و نرم‌ترین شکل BN است. همچنین به عنوان روان‌کننده و افزودنی در محصولات آرایشی استفاده می‌شود. فرم مکعبی (دستگاه بلوری مکعبی) آن که مانند الماس است، c-BN (Cubic Boron Nitride) نام دارد؛ این فرم از الماس نرم‌تر است، ولی پایداری شیمیایی و گرمایی آن بیشتر است. ساختار ورتزیت آن کمیاب و مشابه الماس شش‌ضلعی (lonsdaleite) است و می‌تواند حتی سخت‌تر از ساختار مکعبی باشد.
به دلیل پایداری فوق‌العادهٔ گرمایی و شیمیایی، سرامیک‌های نیترید بور به‌طور سنتی در ساخت برخی تجهیزات که در دمای بالا کاربرد دارند استفاده می‌شوند. نیترید بور استفادهٔ بالقوه‌ای در تکنولوژی نانو دارد. نانولوله‌های نیترید بور می‌توانند با ساختار مشابه با نانولوله کربنی تولید شوند.

## ساختار
نیترید بور به شکل‌های مختلفی وجود دارد که تفاوت آنها در نحوه آرایش اتم‌های بور و نیتروژن است.

### ساختار آمورف (a-BN)
ساختار آمورف نیترید بور (a-BN) بلوری نیست، زیرا هیچ نظمی در فاصله طولانی در آرایش اتم‌های آن وجود ندارد. این شکل {\displaystyle {\ce {BN}}} مشابه با کربن آمورف است.
بقیهٔ ساختارهای نیترید بور کریستالی هستند.

### ساختار هگزاگونال(h-BN)
پایدارترین ساختار بلوری ساختار هگزاگونال است که با نام‌های h-BN, g-BN، α-BN و نیترید بور گرافیتی شناخته می‌شود. نیترید بور هگزاگونال ساختار لایه‌ای مشابه با گرافیت دارد. در داخل هر لایه، اتم‌های بور و نیتروژن با پیوند کوالانسی که بسیار قدرتمند است به هم متصل شده‌اند، درحالی که لایه‌ها به وسیلهٔ نیروی واندروالسی ضعیفی روی هم نگاه داشته شده‌اند. رجیستری بین‌لایه‌ای این صفحات متفاوت است اما بر اساس الگوی دیده شده برای گرافیت اتم‌ها با اتم‌های بور که روی اتم‌های نیتروژن قرارگرفته اند، گیر افتاده‌اند. این رجیستری نشان دهندهٔ قطبیت پیوندهای B-N است. با این حال هنوز h-BN و گرافیت خیلی به هم نزدیک هستند و حتی ترکیب
{\displaystyle {\ce {BC6N}}} در جاهایی که کربن جانشین تعدادی از اتم‌های بور و نیتروژن شده به وجود آمده.

### ساختار مکعبی(c-BN)
نیترید بور مکعبی ساختار بلوری شبیه به الماس دارد. همان‌طور که الماس از گرافیت ناپایدارتر است، ساختار مکعبی {\displaystyle {\ce {BN}}} هم از ساختار هگزاگونال آن ناپایدارتر است، اما نرخ تبدیل آن مانند الماس در دمای اتاق قابل چشم‌پوشی است. شکل مکعبی مثل الماس ساختار بلوری اسفالریت دارد و همچنین به آن c-BN یا β-BN گفته می‌شود.

### ساختار ورتزیت(w-BN)
ساختار ورتزیت نیترید بور شکلی شبیه الماس شش ضلعی (lonsdaleite) دارد که یک پلی‌مورف هگزاگونال کمیاب از کربن است. به نظر می‌رسد که ساختار ورتزیت بسیار قدرتمند است، و با یک شبیه‌سازی تخمین زده شده که به‌طور بالقوه دارای قدرت ۵۸ درصد قوی تر از الماس است، اما چون مقدار کمی از آن در طبیعت وجود دارد این حدس هنوز به‌طور تجربی تأیید نشده‌است.
|                                               |                                                |                                                     |
| فرم هگزاگونال (h-BN) هگزاگونال شبیه به گرافیت | فرم مکعبی (c-BN) ساختار اسفالریت شبیه به الماس | فرم ورتزیت (w-BN) ساختار ورتزیت شبیه به lonsdaleite |

## نانولوله‌های نیترید بور

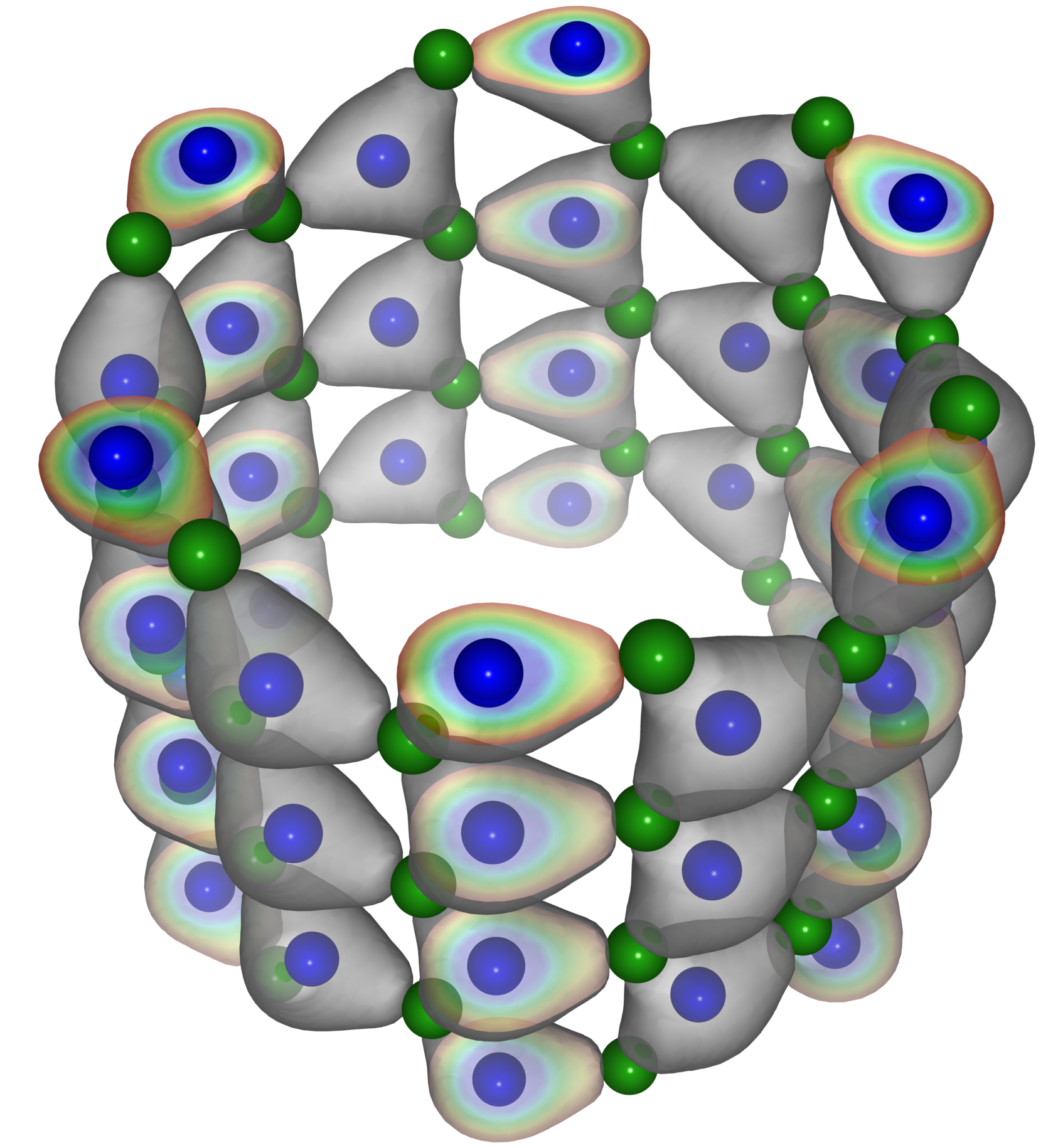
نانولوله نیترید بور(۶٬۶)

نیترید بور به دلیل مقاومت و پایداری حرارتی بالایی که دارد، توجه بسیاری را به خود جلب کرده‌است. نانولوله‌های نیترید بور برخلاف نانولوله‌های کربنی، عایق حرارت هستند؛ بنابراین پایداری شیمیایی و حرارتی بیشتری نسبت به عموزاده‌های کربنی خود دارند. همچنین در برابر تابش نوترون مقاومت قابل‌توجهی دارند.
در سال ۲۰۱۵ یک گروه تحقیقاتی از دانشگاه ایالتی نیویورک نشان دادند که نانولوله‌های نیترید بور می‌توانند استحکاماتی نظیر نانولوله‌های کربنی داشته باشند. زمانی که نانولوله‌های نیترید بور با یک پلیمر ترکیب شوند، از نظر استحکام از نانولوله‌های کربنی پیش می‌افتند. دلیل این امر، وجود دو عنصر مختلف در ساختار نیترید بور است که موجب توزیع غیریکنواخت بار می‌شود. با توجه به برآیند مثبت بارها در ساختار نیترید بور، برهم‌کنش میان نانولوله و پلیمر تقویت می‌شود. از دیگر مزیت‌های نیترید بور، خاصیت پیزوالکتریک(اثر فشاربرقی) آن است. در سال ۲۰۱۷ محققان دانشگاه رایس موفق به ساخت فوم نیترید بور شدند که قادر به جذب کربن دی‌اکسید است. جذب مستقیم دی‌اکسید کربن از اتمسفر، یکی از راهکارهای مقابله با گرم شدن زمین است که برای چنین کاری باید مواد جاذب کربن دی‌اکسید تولید کرد؛ نیترید بور گزینهٔ بسیار جالبی است. شبیه‌سازی‌های انجام شده نشان می‌دهد که این ماده می‌تواند ۳۴۰ برابر وزن خود دی‌اکسید کربن جذب کند. نیترید بور به گونه‌ای طراحی شده که حفره‌های آن قابل کنترل بوده و می‌توان با استفاده از آن، انواع مختلف گازها را جذب کرد. این ماده با استفاده از روش خشک کردن سرمایشی قابل تهیه است.
در حال حاضر هزینهٔ بالا یکی از مهم‌ترین مشکلات در مسیر نیترید بور است. قیمت این ماده ۱۰۰۰ دلار در هر گرم است، درحالی که نانولوله‌های کربنی را با ۱۰ تا ۲۰ دلار در هر گرم می‌توان تهیه کرد. به نظر می‌رسد قیمت نانولوله‌های نیترید بور در آینده‌ای نزدیک کاهش یابد و به دلیل خواص منحصر به فرد این ماده، استفاده از آن در حوزه‌های مختلف افزایش یابد.
نتایج این پروژه در نشریهٔ Applied Physicd letters به چاپ رسیده‌است.

## نانو ورقه نیترید بور
نیترید بور از جمله سرامیک مهندسی غیراکسیدی دارای ترکیب شیمیایی با تعداد مساوی از اتم‌های نیتروژن و بور به همراه خواص و کاربری متنوع است. نیتریدبور با تمام ساختارهای شناخته شدهٔ خود، در طبیعت وجود ندارد و به صورت سنتزی از بور، اسیدبوریک و اکسیدبور تولید می‌شود. سنتز نیتریدبور اولین بار در سال ۱۸۴۲ توسط بالمین با استفاده از اسیدبوریک مذاب و پتاسیم سیانید انجام شد. از ساختارهای شناخته شدهٔ نیتریدبور به ساختار مکعبی (c-BN)، هگزاگونال (h-BN)بور#ساختار هگزاگونال(h-BN)|h-BN، رومبوهدرال (r-BN) و ورتزیت (w-BN) اشاره کرد. امروزه با توجه به ویژگی‌های عالی، نیتریدبور با سختار بلوری هگزاگونال، به عنوان قطعات سرامیکی، روان‌کننده و پوشش نازک برای قطعات الکترونیکی استفاده می‌شود و نانورقه‌های آن به‌صورت تک و چندلایه بسیار مورد توجه است.

### ساختار
بور و نیتروژن از عناصر همسایه کربن و دارای تعداد الکترون‌های پیوندی یکسانی با آن هستند. نیتریدبور دارای تشابه ساختاری با کربن و تنوع ساختار بلورین است. نیتریدبور هگزاگونال عموماً به‌صورت h-BN, α-BN و g-BN (گرافیت سفید) نام برده می‌شود. h-BN دارای ساختار هگزاگوانال لایه ای مشابه گرافیت دارد، به همین علت به آن گرافیت سفید یا کلاسیک می‌گویند. تشابه ساختاری نیتریدبور هگزاگونال (h-BN) با گرافیت در سال ۱۹۵۷ انجام شد. این ماده نماینده‌های مختلفی از مواد نانوساختار با عنوان‌های نانولوله‌ها (BNNT)، نانوسیم‌ها، نانوالیاف، نانوویسکرها، نانوذرات و غیره را نشان میده. نانوورقه h-BN به‌صورت تک و کم لایه مشابه ساختار گرافن است.
تصویر SEM نانوورقه نیتریدبور

### نانو مواد
اگر ۵۰٪ یا بیشتر ذرات اصلی تشکیل دهنده یک ماده دارای توزیع اندازه nm1 تا nm100 در یک یا چند بعد باشد، در دستهٔ نانومواد جای می‌گیرد. این مواد دارای نسبت سطح به حجم بالایی هستند. برای تشخیص نانوماده بودن، می‌توان از اندازه‌گیری سطح ویژه درصورت عدم وجود تخلخل در نمونه، استفاده نمود. تقسیم‌بندی این مواد با توجه به تعداد ابعاد خارج از بازهٔ اندازه ای nm1 تا nm100، صورت می‌گیرد و مواد به صورت یک بعدی(1D)، دوبعدی(2D) و سه بعدی(3D) معرفی می‌شوند.
نیتریدبور هگزاگونال دو بعدی، همریخت گرافن دارای ساختار لایه ای بسیار شبیه به آن، با ویژگی‌های خاص نوری-الکتریکی همراه با استحکام مکانیکی، پایداری حرارتی و خنثایی شیمیایی است. همچنین، نانوصفحات نیتریدبور دارای سطح ویژه بالا، به دلیل کاربرد در جذب رنگ سبز، میتیل ارانژ، گاز CO2 و اندکی گاز H2 بسیار اهمیت دارند. h-BN اگرچه به‌طور ذاتی عایق است، اما می‌توان از طریق خواص و کارکردهای مختلفی از جمله دوپه کردن، جانشینی و هیبریداسیون، h-BN دو بعدی را به یک ماده کاربردی در طیف گسترده‌ای از کاربردها تبدیل کرد.

### ویژگی
نیتریدبور هگزاگونال یک پودر بی‌رنگ تا سفید با ثابت شبکه ۲/۵۰۴Å و فاصله بین لایه 3/33 nm است. BN با توجه به ترکیب منحصر به فرد خود، دارای چگالی کم (دانسیته تئوری 2/27g/cm3)، پایداری دمایی بالا و شوک پذیری خوب، خنثایی شیمیایی، مقاومت در برابر خوردگی در برابر اسیدها و فلزات مذاب و قابلیت شکل‌پذیری آسان تحت پرس گرم است. این ماده دارای رسانایی حرارتی بسیار بالایی و خنثایی و پایداری شیمیایی تا دمای °C1000است. از این رو، حداکثر دمای کاربردی این ماده از Si3N4, Al2O3, SiC بالاتر است. مقاومت دمایی BN را می‌توان باMgO , ZrO2 یا CaO مقایسه کرد، اما مقاومت به شوک حرارتی آن نسبت به اکسیدها بالاتر است. از این رو به دیرگداز بهتری نسبت به نمونه‌های اکسیدی و غیراکسیدی نام برده شده، شناخته می‌شود. نیتریدبور هگزاگونال به علت شکاف باندی وسیع، دارای خواص الکتریکی عالی و کاربرد زیادی ست. با وجود شباهت ساختاری h-BN به گرافیت، به دلیل دارا بودن دو اتم نیتروژن و بور، اساساً تفاوت‌هایی با گرافن دارد؛ برای مثال گرافن در دستهٔ نیمه هادی‌ها جای دارد، در حالی که h-BN در دمای اتاق عایق الکتریسیته است.

### روش‌های سنتز
روشهای سنتز نانو ورقه‌های نیتریدبور را می‌توان به دو روش کلی، بالا به پایین (Top Down) و پایین به بالا (Bottom Up) تقسیم‌بندی کرد. از جمله روش‌های پایین به بالا می‌توان به نیتریداسیون و رسوب فاز گازی (CVD) اشاره نمود. از جمله روش‌های بالا به پایین که روش‌های معتبر و قابل اطمینان تری هستند، سونیکیت مستقیم پودر یا محلول آن، روش شیمیایی با مولکولهای آمین و بالمیل هستند.

### کاربرد
واکنش ناپذیری شیمیایی، پایداری حرارتی و عایق بودن این ماده، کاربردهای بسیار زیادی از جمله، بوته مذاب شیشه و فلزات، قالب‌های ریخته‌گری فولاد، روان‌کننده جامد برای یاتاقان‌های دما بالا را به دنبال دارد. ساخت کامپوزیت این ماده با ترکیبات اکسیدی، غیراکسیدی و ترکیبی از این دو، پوشش دهی بر سطوح مختلف به منظور جلوگیری از خوردگی، استفاده به عنوان پرکننده از موارد مصرفی بالای این مواد است.
برخی از صنایعی که از کاربردهای نانورقه نیترید بور به صورتی جدی بهره‌مند می‌شوند به شرح ذیل است:
1. صنایع دیرگداز به منظور بهبود شوک حرارتی و مقاومت به خوردگی
2. ساخت برکرینگ (breack rings)ها در ریخته‌گری پیوسته فولاد
3. صنایع الکتریکی و الکترویکی به عنوان عایق الکتریسیته

## کاربردها

### نیترید بور مکعبی (c-BN)
از نیترید بور مکعبی (CBN یا c-BN) به‌طور گسترده‌ای به عنوان ساینده استفاده می‌شود. سودمندی آن از عدم حل شدن آن در آهن، نیکل و آلیاژهای وابسته در دمای بالا ناشی می‌شود، در حالی که الماس در این فلزات محلول است. موادی که دارای بلورهای نیترید بور مکعبی هستند اغلب در تیغچه ابزارهای برشی استفاده می‌شوند.
از آنجا که نیترید بور مکعبی از اتم‌های سبک تشکیل شده و از نظر شیمیایی و مکانیکی بسیار مقاوم است، این ماده یکی از مواد محبوب در ساخت غشاهای اشعه ایکس است: جرم کم منجر به جذب اشعه X کم می‌شود، و خواص مکانیکی خوب اجازه ساخت غشاهای نازک را می‌دهد، به این ترتیب جذب اشعه بازهم کاهش بیشتری می‌یابد.

### مواد ذخیره‌سازی هیدروژن
در مقایسه با نانولوله‌های کربنی، نانولوله‌های نیترید بور دارای خواص فیزیکی و مکانیکی عالی و پایداری شیمیایی بالاتری هستند و برای برنامه‌های ذخیره‌سازی هیدروژن مناسب‌تر اند. مطالعات مربوط نشان می‌دهد که ظرفیت ذخیره‌سازی هیدروژن نانولوله‌های نیترید بور به تدریج با افزایش فشار ۰ تا ۱۰MPa در دمای اتاق افزایش می‌یابد. ظرفیت ذخایر هیدروژنی نانولوله‌های نیترید بور بین ۱٫۸ تا ۲٫۶ درصد وزنی است که می‌تواند به عنوان مواد ذخیره‌سازی هیدروژنی استفاده شود.

### مواد بیولوژیکی
نانولوله‌های نیترید بور نیز می‌توانند با مواد بیولوژیکی ترکیب شوند و در زمینهٔ بیولوژیکی کاربرد داشته باشند. یافته‌ها نشان داده که نانولوله‌های نیترید بور اصلاح شده با پلی‌وینیلیمید اثر کمی بر متابولیسم سلول‌های انسانی داشتند و نانولوله‌های اصلاح شده با پلیلیسین سازگاری خوبی با فیبروبلاستها دارند. علاوه‌بر این، اصلاح نانولوله‌های نیترید بور با جلبک‌های فعال بیولوژیکی باعث اتصال نانولوله‌های پروگزیمال با پروتئین‌ها یا سلول‌ها می‌شود.

### در مهندسی پزشکی
۱. درمان سرطان : درمان با گیراندازی نوترون بور مشهور به BNCT، نوعی پرتودرمانی است که در آن از ایزوتوپ بور و نیز پرتوهای نوترون استفاده می‌گردد. خواص فیزیکی بور استفاده از این عنصر را در BNCT امکان‌پذیر می‌کند. ایزوتوپ بور زمانی که در معرض پرتوهای نوترونی قرار گیرد، از هم شکافته شده و به اتم لیتیم، هلیم و انرژی پرتوهای گاما تبدیل می‌شود.
 ۲. داربست‌های ارتوپدی : پلیمر پلی لاکتید-پلیکاپرولاکتون(PLC) که در تولید داربست‌های ارتوپدی برای درمان بیماری‌های استخوان استفاده می‌شود را می‌توان با نانولوله‌های نیترید بور تقویت کرد. دیده شده که پلیمرهای تقویت شده ضریب الاستیسیته و مقاومت کششی بیشتری نسبت به پلیمر بدون نانولولهٔ نیترید بور دارند.
 ۳. حسگرهای زیستی از نانو لولهٔ نیترید بور : کانال‌های یونی بیولوژیکی موجود در غشای سلول، نسبت به ورود بعضی گونه‌های یونی گزینش‌پذیری دارند و بسیاری از عملکردهای سلول را کنترل می‌کنند. شبیه‌سازی‌های دینامیک مولکولی نشان می‌دهد که نانولوله‌های با قطر ۵–۴ آنگستروم که درون غشایی از جنس سیلیکون نیترید جاسازی شده‌اند نسبت به نفوظ کاتیون‌ها و آنیون‌ها گزینش‌پذیری دارند و می‌توانند عملکرد کانال‌های یونی بیولوژیکی را تقلید کنند.